# Атбаши
Атбаши (на киргизки: Ат-Башы кырка тоосу; на руски: Атбаши) е планински хребет в южната част на Вътрешен Тяншан, разположен на територията на Киргизстан (Наринска област). Простира се на протежение от 135 km, от запад-югозапад на изток-североизток, между Атбашинската котловина на север и Чатъркулската котловина и долината на река Аксай (от басейна на Тарим) на юг. Максимална височина 4788 m, (40°58′27″ с. ш. 75°45′49″ и. д. / 40.974167° с. ш. 75.763611° и. д.), разположена в централната му част. Изграден е от палеозойски метаморфни шисти, варовици, пясъчници и отчасти вулканични скали (гранити, сиенити). На север текат малки и къси реки притоци на реките Карасу и Джанги Джер (лява и дясна съставящи на Атбаши, ляв приток на Нарин), а на юг – малки и къси леви притоци на Аксай и малки реки и потоци, вливащи се в езерото Чатър Кул. Най-високите му части са заети от ледници с обща площ около 150 km². По склоновете му господстват планинско-ливадни и субнивални ландшафти.

## Топографска карта
- К-43-Г М 1:500000[2]